# مجموعة السلطان إينال
مسجد ومدرسة وخانقاه وقبة السلطان الأشرف إينال (قرافة المماليك)

## وصفه
تقع المئذنة في الواجهة الرئيسية للمدرسة أي في الضلع الجنوبي الشرقي على يسار المدخل الرئيسى. وهي مئذنة رشيقة متناسقة يبلغ ارتفاعها عن سطح الأرض 25 مترا، وتتكون المئذنة من ثلاثة طوابق وتقوم على قاعدة كبيرة مربعة الشكل
مزينة بزخارف نباتية محفورة في الحجر ويتكون الطابق الأول من شكل مثمن مزخرف أضلاعه بحنيات مستطيلة يعلوها عقد ذو زاوية، وقد فتح في أربعة منها نوافذ تتقدمها شرفة صغيرة ترتكز على ثلاثة صفوف من الدلايات.
أما الطابق الثاني فمستدير الشكل ومضلع ومنقوش برسوم هندسية بدبعة ويفصل بين الطابق الأول والثاني والثاني والثالث شرفة ترتكز على أربعة صفوف من الدلايات. أما الطابق الثالث فيتكون من ثمانية أعمدة، ويعلو هذا الطابق خوذة يأتى
بعدها هلال من النحاس.
ويخضع المسجد إلى عمليات ترميم منذ ستينيات القرن الماضي الا ان العمل توقف حالياً لوقف الدعم المقدم للبعثة القائمة بالترميم.